# Lingua vale
La lingua vale è una lingua minore appartenente al gruppo delle Lingue sudaniche centrali utilizzata nella subprefettura di Batangafo nella Repubblica Centrafricana.
Nel 1996, risultava parlata da 5.600 persone.